# Menno Hanneken

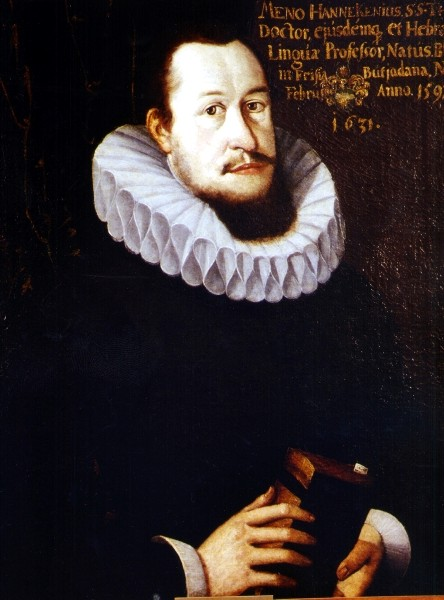
Meno Hanneken in der Gießener Professorengalerie

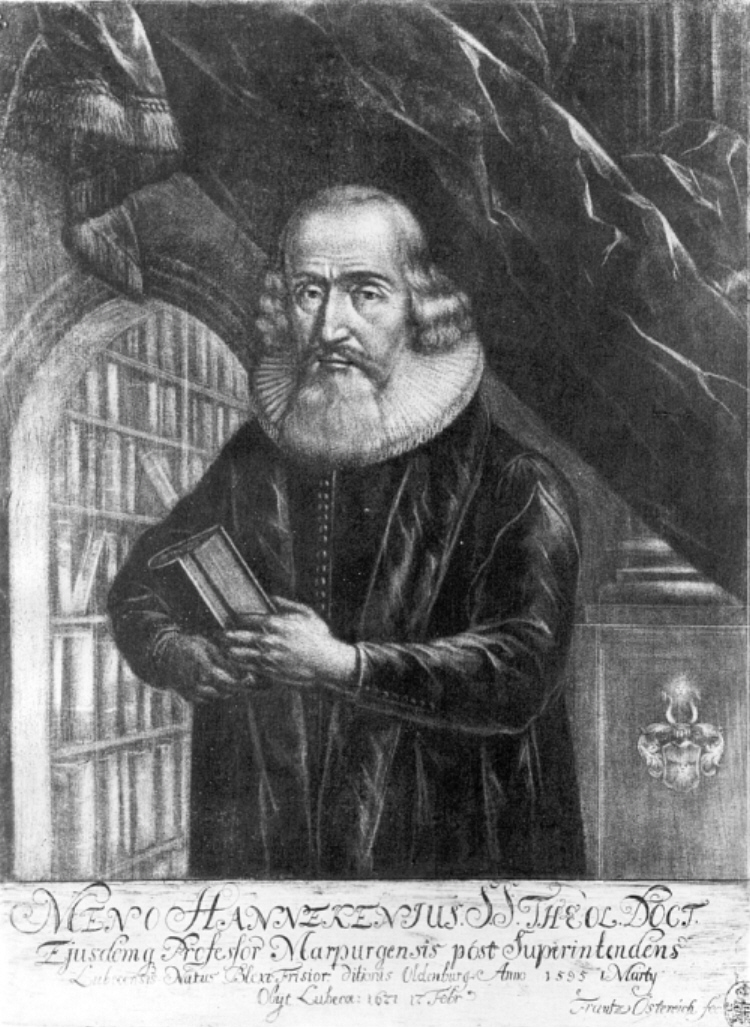
Franz Oesterreich: Menno Hanneken

Menno Hanneken (auch: Meno) (* 1. März 1595 in Blexen; † 17. Februar 1671 in Lübeck) war ein deutscher lutherischer Theologe und Superintendent der Stadt Lübeck.

## Leben
Als Sohn des Pastors an der Blexener St.-Hippolyt-Kirche Gerhard Hanneken geboren, studierte Menno nach dem Schulbesuch in Bremen und Stade ab 1617 an der Universität Gießen. 1619 nahm er eine Stelle als Konrektor beim Grafen Anton Günther in Oldenburg an, begab sich dann als Magister am 1. Juni 1622 nach Wittenberg, wo er sich dem orthodox-lutherischen Theologen Nikolaus Hunnius anschloss. Dieser sollte später sein Amtsvorgänger als Superintendent in Lübeck werden. Im Anschluss an sein Wittenberger Studium unternahm er den Sitten der damaligen Zeit entsprechend eine Studienreise nach Leipzig, Altdorf, Tübingen, Basel und Staßfurt. 1626 wurde er Professor der philosophischen Moral, tauschte diese Stelle jedoch schon ein Jahr später gegen die Professur für Theologie und Hebräisch an der Universität Marburg. Dort amtierte er 1633, 1635 und 1638 als Dekan der Theologischen Fakultät. 1637 war er Rektor der Universität. Daneben fungierte er von 1643 bis 1646 als Ephorus der Hessischen Stipendiatenanstalt.
Im Oktober 1646 ernannte der Rat der Hansestadt Lübeck ihn zum Superintendenten, womit eine Predigtstelle an der Marienkirche verbunden war. In diesem Amt vertrat er konsequent den Standpunkt der lutherischen Orthodoxie, wozu die Verteidigung der konfessionellen Geschlossenheit der Stadt gegen alle Formen des mystischen Spiritualismus gehörte. So untersagte er früh-pietistische Erbauungsstunden und verbot dem Prediger Jakob Taube nach einem dogmatischen Verhör jede Versammlungstätigkeit. 1664 wirkte er auf den Rat ein, aus Polen geflüchteten Sozinianern kein Asyl zu gewähren.
Während der Unruhen des Jahres 1664 zwischen Bürgerschaft und Rat nahm Hanneken eine vermittelnde Position ein. In einer Denkschrift schlug er dem Bürgermeister Gotthard von Höveln die Einsetzung einer gemischten Kommission vor, die die Korruptionsvorwürfe gegen Ratsfamilien untersuchen sollte. Auch wenn der Rat diesen Vorschlag nicht annahm, so führten Hannekens Bemühungen doch ganz entscheidend mit dazu, dass 1665 der Kassarezess zustande kam und mit ihm eine neue Grundlage für die städtische Finanzpolitik. Ihm folgte 1669 mit dem Bürgerrezess eine neue verfassungsrechtliche Grundlage für eine größere Beteiligung der Bürgerschaft an der Gesetzgebung der Stadt.
Zur Begräbnisfeier Hannekens 1671 schuf Dietrich Buxtehude einen doppelten Kontrapunkt-Satz des Luther-Chorals Mit Fried und Freud ich fahr dahin, den er 1674 als Teil 1 von Fried- und Freudenreiche Hinfahrt (BuxWV 76), der Trauermusik für seinen Vater, wiederverwendete und veröffentlichte.

### Familie
In Marburg heiratete Hanneken Justina Eleonora Mentzer (* 11. Mai 1612; † 30. Januar 1669), eine Tochter Balthasar Mentzer des Älteren, dem er auch die Leichenrede hielt.
Der älteste Sohn Philipp Ludwig Hanneken (1637–1706) wurde Superintendent in Gießen, das er nach heftigem Streit 1693 verließ, um als Professor der Theologie und Superintendent nach Wittenberg zu gehen. Ein anderer Sohn, Nikolaus (1639–1708), studierte Medizin und wurde 1677 zum Stadtphysikus in Lübeck ernannt. Der dritte Sohn, der 1641 geborene Balthasar Gerhard, wurde Archidiakonus und dann Hauptpastor an der Lübecker Marienkirche, wo er 1690 für August Hermann Francke eintrat, aber 1692 die Ausweisung der Pietistin Adelheid Schwartz betrieb. Ein weiterer Sohn Menno Hanneken (* 1646) starb schon zwei Jahre nach seinem Vater 1673. In sein Stammbuch hatte Buxtehude am 12. Mai 1670 den Kanon Divertisons nous (BuxWV 124) eingetragen.
Die Tochter Theta Katharina Hanneken († 10. Februar 1688 in Lübeck) heiratete 1643 Heinrich Gottlieb Schellhaffer und nach dessen Tod 1657 den Pastor von Kirchwerder/Vierlanden, Magister Jacob Müller (* 1621; † 8. März 1676 in Kirchwerder). Eine Tochter Elisabeth heiratete den Pastor der Ägidienkirche Johannes Reiche. Seine jüngste Tochter Lucia Elenora heiratete den späteren Generalsuperintendenten von Coburg Wilhelm Verpoorten (1631–1686).

## Werke
(Für eine vollständige Übersicht vgl. das Verzeichnis der im deutschen Sprachraum erschienenen Drucke des 17. Jahrhunderts.)
- Examen Manualis Catholici Martini Becani Iesuitae. Marburg 1637, 1643
- Leichenrede auf Balthasar Mentzer (1627), in: Henning Witte: Memoriae theologorum nostri saeculi clarissimorum renovatae decas prima (- sexta). Digitalisat
- Grammatica Hebraea Cum Tabulis Synopticis. Becker, Lübeck 1660. (Digitalisat)
- Christliche Probe Der Neuen Schwärmerey/ Von Eintzeln Zusammen-Künfften Etlicher Manns- und Weibs-Personen/ Die Thomas Tanto Lubecens. in einer gedruckten Chartec zuverthädigen sich unterstanden;: Nebst Entdeckung Der Lügen und Lästerungen/ So Jac. Taube von Isselburg in seiner Relation außgegossen. Lübeck 1669, wieder aufgelegt 1692